# Ramsen (Pfalz)
Ramsen település Németországban, Rajna-vidék-Pfalz tartományban. Lakosainak száma 1855 fő (2023. december 31.).

## Népesség
A település népességének változása:
| Lakosok száma | 1887 | 1776 | 1789 | 1782 | 1844 | 1896 | 1855 |
|               | 1975 | 2015 | 2017 | 2019 | 2021 | 2022 | 2023 |